# Los desposorios de la Virgen (Rafael)
Los Desposorios de la Virgen (en italiano, Lo sposalizio della Vergine) es un cuadro del pintor renacentista italiano Rafael Sanzio, que data de 1504. Es una pintura ejecutada con temple y óleo sobre tabla con unas dimensiones de 175 centímetros de alto y 120 cm de ancho. Se conserva en la Pinacoteca de Brera de Milán, Italia. Esta tabla representa la transición del Prerrenacimiento al Alto Renacimiento.

## Historia
Con esta obra, Rafael pasa de ser un fiel seguidor de Perugino y del estilo local umbro, a un artista que representa el epítome del Renacimiento. Esta pintura fue ejecutada inmediatamente antes del viaje de Rafael a Florencia, donde conoció de primera mano la escultura de Donatello así como el arte de sus más famosos contemporáneos, mayores que él, Leonardo da Vinci y Michelangelo.
(MDIIII) es una marca del pintor para referirse a la familia a la que iba referida, en este caso a la familia Albizzini.
La tabla (firmada y datada: RAPHAEL URBINAS MDIIII) fue un encargo de la familia Albizzini para la capilla de san José en la iglesia de San Francisco de los Minoritas en Città di Castello, en Umbría. Al pintar su nombre y la fecha, 1504, en el friso del templo que queda en la distancia, Rafael abandonó el anonimato, y con confianza se anunció a sí mismo como el creador de la obra. En 1798 la ciudad se vio forzada a donar la pintura al General Lechi, un oficial del ejército napoleónico, quien a su vez lo vendió al marchante milanés, Sannazzari. Sannazzari lo legó al principal hospital de Milán en 1804. Dos años más tarde, fue adquirido por la Academia de Bellas Artes y fue entonces exhibido en Brera.
En 1958 fue objeto de un ataque vandálico. Mauro Pellicioli se encargó de la restauración.

## Análisis
Es un cuadro hecho a imitación de una tabla con el mismo tema y año de El Perugino, maestro de Rafael, que actualmente se encuentra en el Museo de Caen -Los desposorios de la Virgen (Perugino), datable entre 1501 y 1504-. Igualmente consideran los críticos que la pintura se inspiró en la celebrada Cristo entregando a san Pedro las llaves, de Perugino, del ciclo de frescos en la Capilla Sixtina.

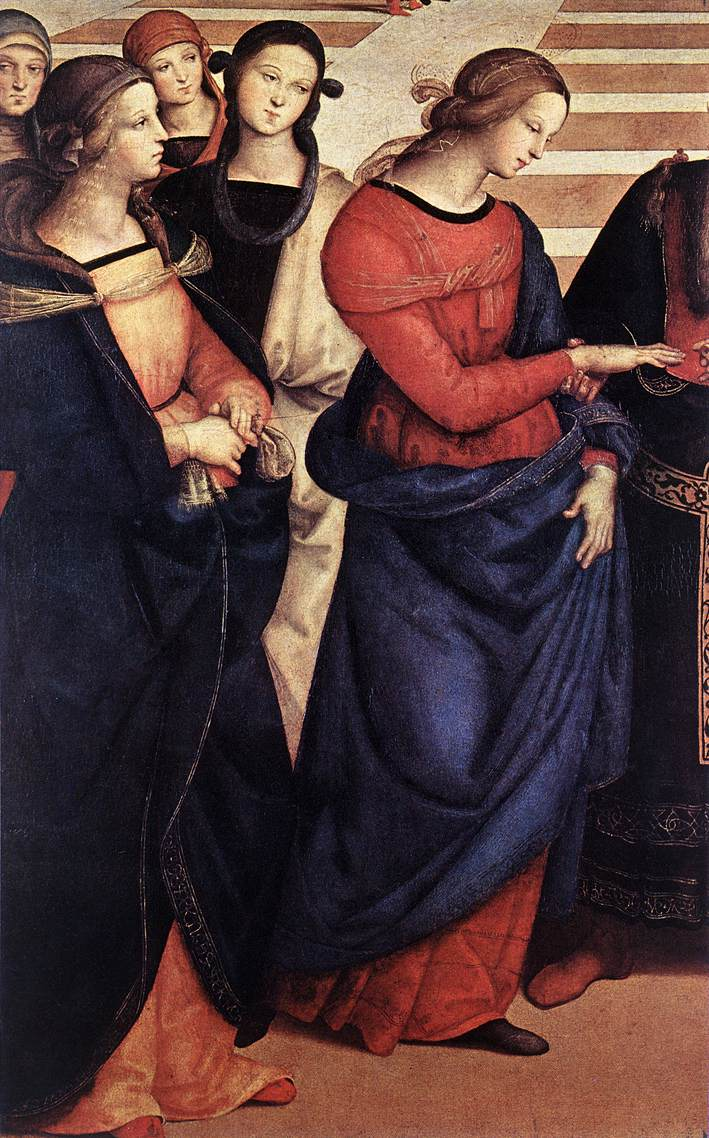
Las figuras, con sus pequeñas cabezas ovales con pequeños rasgos, provienen directamente del estilo de su maestro.

No obstante, existen una serie de detalles que evidencian que Rafael pertenece, ya, a otra generación de pintores. Rafael se aparta del tipo de composición de Perugino, en forma de planos sucesivos propios del bajorrelieve. La estructura de la pintura de Rafael, que incluye figuras en el primer plano y un edificio centralizado en el fondo, puede ciertamente compararse con las dos pinturas de Perugino. Pero la pintura de Rafael representa una composición circular bien desarrollada, mientras que la de Perugino se desarrolla horizontalmente, de una forma que aún es característica del Quattrocento. La estructura del grupo de figuras y del gran edificio poligonal distingue claramente la obra de Rafael respecto a la de su maestro. El espacio está más abierto en la composición de Rafael, indicando un dominio de la perspectiva que es superior a la de Perugino.
Toda la representación es muy mecánica, muy calibrada y calculada. Para enlazar la parte superior de la tabla con la inferior se usan las losas del pavimento, que subrayan la fuga de perspectiva, y de las apropiadas disposiciones de las figuras. El templo poligonal en el estilo de Bramante establece y domina la estructura de esta composición, determinando la disposición del grupo del primer plano y de otras figuras. Al mantener la perspectiva en el pavimento y en los ángulos del pórtico, las figuras disminuyen proporcionalmente en tamaño. El templo de hecho es el centro de un sistema radial compuesto de los escalones, el pórtico, contrafuertes y tambor, y extendido por el pavimento. En la entrada, mirando a través del edificio y la arcada enmarcando el cielo al otro lado, se sugiere que el sistema radial continúa al otro lado, lejos del espectador.
Este grupo principal se resalta en detrimento de las figuras acompañantes. El sacerdote es de hecho el centro focal de la escena, que está entre la Virgen y las mujeres, y san José, y todos los hombres. Estas figuras se inscriben en un semicírculo, forma circular que se reitera en el templo del fondo y en la forma superior de la tabla.
Las principales figuras permanecen en pie en el primer plano: José está colocando solemnemente un anillo en el dedo de la Virgen y sosteniendo el bastón florecido, símbolo de que él es el elegido, en su mano izquierda. Ha florecido su báculo mientras que los de los demás pretendientes quedan secos. Dos de los pretendientes, enfadados, rompen sus bastones. Se introduce así el tema de los pretendientes rechazados, pues es uno de ellos que, según un claro uso folclórico de trasfondo sexual, en el momento del matrimonio de ella con otro, demuestra públicamente, con este gesto, que ha cesado toda pretensión en frente de la mujer.
Hay toda una serie de figuras detrás del grupo principal que llevan la mirada hacia el templo del fondo. Algunas están en la plaza que precede al templo: una pareja de viandantes a la izquierda, un grupito más numeroso a la derecha; en estos grupos prevalece el color rojo. También aparecen figuras en el exterior del templo: a la izquierda, una figura a contraluz, y a la derecha otros dos individuos. De esta manera se consigue equilibrar y marcar la profundidad del cuadro.
Captado en el momento culminante de la ceremonia, el grupo que atiende a la boda también repite el ritmo circular de la composición. Las tres figuras principales y dos miembros del grupo se encuentran en el primer plano, mientras que los demás están colocados en profundidad, moviéndose progresivamente más lejos desde el eje central. Este eje, marcado por el anillo que José va a poner en el dedo de la Virgen, divide la superficie pavimentada y el templo en dos partes simétricas.
Prevalece una tonalidad de pardo rojizo y dorado, con fragmentos de marfil claro, amarillo, azul verdoso, marrón oscuro y rojo brillante. Las formas resplandecientes parecen estar inmersas en una atmósfera cristalina, cuya esencial es el cielo azul claro.